# Adkins (Texas)
Pour les articles homonymes, voir Adkins.
 (janvier 2020).
Si vous disposez d'ouvrages ou d'articles de référence ou si vous connaissez des sites web de qualité traitant du thème abordé ici, merci de compléter l'article en donnant les références utiles à sa vérifiabilité et en les liant à la section « Notes et références ».
Adkins est une ville fantôme du comté de Bexar, dans l'État du Texas, aux États-Unis.

## Histoire
La ville fut baptisée en l'honneur de William Adkins Jones qui donna un terrain Buffalo Bayou, Brazos and Colorado Railway afin que la compagnie y établisse une gare.
Adkins possédait un magasin général et fut le premier maître de poste de la ville qu'il avait fondé avant qu'un bureau de poste y fut établi en 1896. 
Au début des années 1900, Adkins avait une population d'environ cent deux âmes et une école. Après que la voie ferrée a été abandonnée et que les principales autoroutes aient contourné la ville, la population a régulièrement diminué. 
En 1915, le bureau de poste a été déplacé à Sayers, mais le bureau de poste et la zone postale sont toujours été appelés Adkins, même s'il ne reste presque plus rien de la ville d'origine.
À Adkins se trouve le Texas Pride Barbecue, un restaurant qui a été présenté dans le cadre des émissions Diners, Drive-Ins and Dives de Food Network.
Adkins abrite également la Cactus Land Brewing Company, qui est une petite brasserie artisanale dédiée au brassage avec des ingrédients locaux et du malt de haute qualité.